# Gnathotrusia styx
Gnathotrusia styx är en fjärilsart som beskrevs av Otto Staudinger 1885. Gnathotrusia styx ingår i släktet Gnathotrusia och familjen praktfjärilar. Inga underarter finns listade i Catalogue of Life.